# Product Red

Стилізований логотип (RED)

Product Red стилізується як (PRODUCT)RED чи (PRODUCT)RED — є ліцензованим брендом компанії Red, стилізована під (RED), який прагне залучити приватний сектор до підвищення обізнаності та збору коштів на допомогу у ліквідації ВІЛ/СНІДу у восьми африканських країнах, а саме Есватіні (колишній Свазіленд), Гані, Кенії, Лесото, Руанді, Південно-Африканська Республіці, Танзанії та Замбії. Бренд співпрацює з компаніями-партнерами, серед яких Apple Inc., Nike, American Express (Велика Британія), The Coca-Cola Company, Starbucks, Converse, Electronic Arts, Primark, Head, Buckaroo, Penguin Classics (Велика Британія та міжнародні), Gap, Armani, Hallmark (США), SAP, Beats Electronics та Supercell. Концепт був заснований в 2006 році фронтменом музичного-гурту U2 та активістом Боно у співпраці з Боббі Шрайвером з One Campaign та DATA. Глобальний фонд для боротьби зі СНІДом, туберкульозом та малярією отримує кошти зібрані Product Red. У 2020 році Product Red був використаний у світовому фонді для боротьби з пандемією COVID-19.